# Алешковичское сельское поселение
Алешковичское се́льское поселе́ние — муниципальное образование в Суземском районе Брянской области Российской Федерации.
Административный центр — село Алешковичи.

## География
Территория сельского поселения прилегает к государственной границе России; здесь действует режим пограничной зоны.

## История
Статус и границы сельского поселения установлены Законом Брянской области от 9 марта 2005 года № 3-З «О наделении муниципальных образований статусом городского округа, муниципального района, городского поселения, сельского поселения и установлении границ муниципальных образований в Брянской области».

## Население
| 2010  | 2011  | 2012  | 2013  | 2014  | 2015  | 2016  |
| ----- | ----- | ----- | ----- | ----- | ----- | ----- |
| 1881  | ↘1876 | ↘1837 | ↘1767 | ↘1725 | ↘1689 | ↘1683 |
| 2017  | 2018  | 2019  | 2020  | 2021  |       |       |
| ↘1654 | ↘1641 | ↘1612 | →1612 | ↘1555 |       |       |

## Населённые пункты
| №  | Населённый пункт  | Тип     | Население |
| -- | ----------------- | ------- | --------- |
| 1  | Алешковичи        | село    | ↘428      |
| 2  | Безготкова        | деревня | →0        |
| 3  | Зёрново           | село    | ↘436      |
| 4  | Новинский         | посёлок | →1        |
| 5  | Павловичи         | село    | ↘193      |
| 6  | Полевые Новоселки | село    | ↘212      |
| 7  | Страчово          | село    | ↘249      |
| 8  | Торлопово         | деревня | ↘13       |
| 9  | Филиппово         | деревня | →1        |
| 10 | Шилинка           | деревня | ↘94       |
| 11 | Щепетлева         | деревня | ↘140      |